# Natalia (Lucin)
Natalia – część wsi Lucin położona w Polsce,  w województwie mazowieckim, w powiecie garwolińskim, w gminie Garwolin.
W latach 1975–1998 miejscowość należała administracyjnie do województwa siedleckiego.
Wierni Kościoła rzymskokatolickiego należą do parafii Przemienienia Pańskiego w Garwolinie.